# おっぱいハート〜彼女はケダモノ発情期ッ!?〜
『おっぱいハート〜彼女はケダモノ発情期ッ!?〜』（おっぱいハート かのじょはケダモノはつじょうきッ）とは、BISHOPが2010年2月26日に発売したアダルトゲームである。
2011年10月28日には、2匹目のどぜうからアダルトアニメが発売された。
2020年10月30日には、演出強化版である『おっぱいハート～彼女はケダモノ発情期ッ!?～　いんもらるえでぃしょん』が発売された。
人間を発情（ケダモノ化）させるウイルスが起こす騒動を描いた本作では、各ヒロインの症状には動物をモチーフとした属性が割り当てられており、発情が進むことで症状が増える。
また、本作では主人公がヒロインからケダモノ呼ばわりされることで発情するという設定があり、主人公が発情すると陰茎がヒロインの腹が膨らむほどの大きくなるほか、『いんもらるえでぃしょん』では発情するたびに龍がとどろくカットインが入るという演出上の特徴がある。
さらに、これまでのBISHOPの作品同様ヒロインの立ち絵をカスタマイズできる「ぬぎぬぎシステム」が搭載されているほか、新機能として主人公の視点をスクロールバーで調節できる機能が導入されている。

## あらすじ
主人公・秋野龍也は義姉・美弥が会長を務める生徒会に手伝いに行っており、幸せな日々を送っていた。
ある日、生徒会のメンバーたちは顧問である槙原理恵子が持っていた怪しげなジュースを飲んでしまう。それは、人間を発情（ケダモノ化）させる作用を持つウイルスの含まれた“野生ジュース”であり、発情した女性の胸は大きくなり、セックスするまで興奮し続ける体質になってしまう。それを抑えるワクチンを作るには、同じく発情した男性が彼女たちを妊娠させるしかないため、主人公・秋野龍也はセックスに励むが、ウイルスの影響によって彼女たちの発情はどんどん激しくなっていく。

## 登場人物
秋野 龍也 （あきの りゅうや）
声：西田こむぎ
主人公。
秋野 美弥 （あきの みや）
声：渋谷ひめ
身長：154cm :体重：41kg :血液型：O型
動物屬性：猫
スリーサイズ：B87（E）/ W57/ H86 :発情時スリーサイズ：B95（H）/ W57/ H86
龍也の義姉で、生徒会長を務めている。実際はかなりのドジかつ運動も勉強も苦手だが、努力家で明るい性格故に仲間が多い。
一方で、義弟の龍也を溺愛しており、他の異性が必要以上に義弟へ近づくと機嫌が悪くなる。
久我山 奈月 （くがやま なつき）
声：春日アン
身長：164cm :体重：49kg :血液型：A型
動物屬性：犬
スリーサイズ：B91（F）/ W58/ H89 :発情時スリーサイズ：B99（I）/ W58/ H89
美弥の親友にして、右腕。才色兼備だが、性的な話題には疎い。また、虫や爬虫類を苦手とする。
相葉 茉莉 （あいば まつり）
声：青葉りんご
身長：158cm :体重：47kg :血液型：B型
動物屬性：牛
スリーサイズ：B85（C）/ W60/ H87 :発情時スリーサイズ：B95（G）/ W60/ H87
龍也の同級生。誰に対しても親しみを持てるが、龍也に対して下品な話をするほか、悪ふざけなどの多いトラブルメーカーでもある。
同時に、その内面は繊細であり、龍也には異性として見てもらいたいと考えている。
小日向 羽美 （こひなた うみ）
声：野神奈々
身長：152cm :体重：38kg :血液型：AB型
動物屬性：兎
スリーサイズ：B83（B）/ W56/ H85 :発情時スリーサイズ：B90（F）/ W56/ H85
龍也らの後輩で、秋野姉弟とは家が近所で通学も一緒である。龍也のことを実の兄のように慕っており、いつかは甘えてみたいと考えているが、内気でまじめな性格故に言い出せずにいる。
猥談にも寛容。
槙原 理恵子 （まきはら りえこ）
声：かわしまりの
身長：162cm :体重：50kg :血液型：Rh型
動物屬性：豹
スリーサイズ：B93（G）/ W61/ H92 :発情時スリーサイズ：B103（K）/ W61/ H92
生徒会顧問にして龍也のクラスの担任を務める女性。化学教師であるだけでなく、養護教諭でもあり、騒動の原因である『野生ジュース』の開発者でもある。
騒動の責任をとるべく治療に奔走しているようで、騒動を楽しんでいる。
徳川 拓郎 （とくがわ たくろう）
声：ますおかゆうじ
主人公の友人で、クラス委員。

## 評価
ライターの松田ゆのじは、『いんもらるえでぃしょん』における、龍のカットインを評価している。
また、松田はブランド恒例となっているバックグラウンドボイスモードやぬぎぬぎモードについても評価しており、とくに後者についてはヒロインの見た目の変化がテキストに影響がない点から、ある種の催眠ものや寝取られもののような感覚を味わったとしている。